# Сіла Ворд
Сіла Енн Ворд (англ. Sela Ann Ward; нар.. 11 липня 1956) — американська акторка, найбільш відома за своїми ролями в телесеріалах «Сестри» (1991—1996), «Знову і знову» (1999—2002) та «C. S. I.: Місце злочину Нью-Йорк» (2010—2013). Лауреатка двох премій «Еммі» і «Золотого глобуса».

## Раннє життя
Сіла Ворд, старша з чотирьох дітей, народилася в місті Мерідіен (штат Міссісіпі) в родині домогосподарки та інженера-електрика.

## Кар'єра

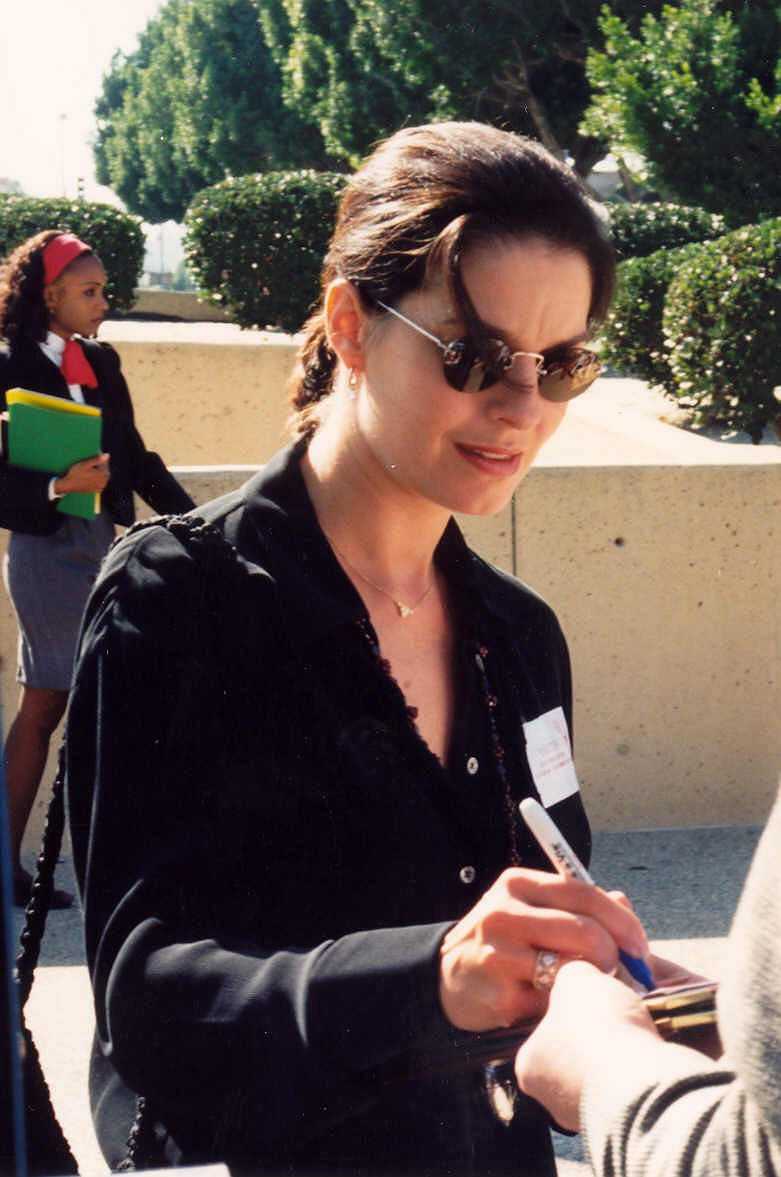
Сіла Ворд в 1994 році

Після закінчення університету в Алабамі Сіла працювала в Нью-Йорку моделлю на презентаціях і знімалася в рекламі косметичної фірми «Мейбеллін».
В 1983 році вона переїхала до Каліфорнії, де знялася разом з Бертом Рейнольдсом у своєму першому фільмі «Чоловік, який любив жінок». Протягом 1980-х працювала для кіно і телебачення, знімаючись головним чином в однотипних ролях світських красунь. У 1991 році їй нарешті вдалося зруйнувати стереотип, коли вона отримала нетипову для себе роль богемної алкоголічки Теодори Рід в серіалі «Сестри», за яку в 1994 році отримала премію «Еммі».
Після того, як 39-річну Сілу Ворд, яка пробувалася на роль дівчини Бонда відкинули з формулюванням «Нам потрібна Сіла, але Сіла на десять років молодше», хоча акторові Пірсу Броснану було вже 42, актриса стала автором ідеї та продюсером фільму «The Changing Face of Beauty» про американську одержимість молодістю і про наслідки цієї манії для жінок.
Засновники серіалу «Знову і знову» спочатку вважали, що Сіла занадто красива для ролі матері-одиначки середніх років, але ця роль принесла їй другу «Еммі» та «Золотий глобус».
Сілі Ворд пропонували ролі Меган Доннері в серіалі «C. S. I.: Місце злочину» та Сьюзен Майєр в серіалі «Відчайдушні домогосподарки». Актриса заявила, що більше не хоче зніматися в головних ролях у телесеріалах, тому що не хоче надовго розлучатися зі своєю сім'єю. У 2005 році вона зіграла одну з головних ролей наприкінці першого — початку другого сезонів телесеріалу «Доктор Хаус». У 2012 році брала участь як запрошена актриса у фінальному епізоді 8х22 цього серіалу — «Усі помирають» («Everybody Dies»).

## Особисте життя
З 1992 року Сіла Ворд одружена з підприємцем Говардом Шерманом, має двох дітей: Остіна (1994) та Аннабеллу (1998).
У 2002 році актриса стала ініціатором відкриття у своєму рідному місті Меридіан притулку для дітей Hope Village, які втратили батьків або зазнали жорстокого поводження.

## Фільмографія
- 1983 — «Чоловік, який любив жінок» / The Man Who Loved Women[en] — Дженет Венрайт
- 1984 — «Емералд-Пойнт» / Emerald Point N. A. S.[en] (телесеріал) — Хіларі Адамс
- 1985 — «Ковбойська рапсодія» / Rustlers' Rhapsody[en] — донька полковника
- 1985 — / I Had Three Wives[en] (телесеріал) — Емілі
- 1986 — Нічого спільного / Nothing in Common[en] — Cheryl Ann Вейн
- 1986 — «Готель» / Hotel[en] (телесеріал)— Ізабелла Етвуд
- 1986 — «Закон Лос-Анджелеса» / L. A. Law[en] (телесеріал)— Лінетт Пірс
- 1987 — / Night Court[en] (телесеріал)— Хізер
- 1987 — / Правосуддя Стіла — Трейсі
- 1987 — / Cameo by Night (телефільм) — Дженніфер
- 1987 — «Я знову тут» / Hello Again[en] — Кім Лейсі
- 1987 — / The King of Love[en] (телефільм) — Енні Ларкспур
- 1989 — / Bridesmaids[en] (телефільм) — Керіл
- 1989 — / The Haunting of Sarah Hardy[en] (телефільм) — Сара Харді
- 1990 — / Christine Кромвеля[en] (телесеріал) — Тоні Серрета
- 1990 — «Рейнбоу Драйв» / Rainbow Drive (телефільм) — Лора Демминг
- 1991 — / Дитя пітьми, дитя світла (телефільм) — сестра Анна
- 1991 — «Сестри» / Sisters[en] (телесеріал)— Рід Тедді
- 1992 — «Повторно не судять» / Double Jeopardy[en] (телефільм) — Карен Харт
- 1993 — / Killer Rules (телефільм) — Дороті Вейд
- 1993 — «Втікач» / The Fugitive — Елен Кімбл
- 1995 — / Almost Golden: The Jessica Savitch Story[en] (телефільм) — Джессіка Севідж
- 1996 — «Мої дорогі американці» / My Fellow Americans[en] — Кая Гріффін
- 1997 — «Фрейзер» / Frasier (телесеріал) — Келлі Істербрук
- 1997 — / Rescuers: Stories of Courage: Two Women[en] (телефільм, епізод «Жінка на велосипеді») — Марі-Роуз Жинез
- 1998 — «Нові пригоди Бетмена» / The New Batman Adventures (телесеріал) — голос дівчини з календаря / Пейдж Монро
- 1998 — «Студія 54» / 54 — Біллі Остер
- 1999 — «наречена-Втікачка» / Runaway Bride — жінка в барі
- 1999 — / The Reef[en] — Ганна Ліз
- 1999 — «Знову і знову» / Once and Again (телесеріал) — Лілі Меннінг
- 2000 — / Catch a Falling Star[en] (телефільм) — Сідні Кларк / Шеріл Бенсон
- 2002 — «Мітка» / The Badge — Карла Хардвік
- 2004 — «Брудні танці-2» / Dirty Dancing: Havana Nights — Дженні Міллер
- 2004 — «Післязавтра» / The Day After Tomorrow — доктор Люсі Хол
- 2004 — / Suburban Madness[en] (телефільм) — Боббі Баха
- 2005 — «Доктор Хаус» / House (телесеріал) — Стейсі Уорнер
- 2006 — «Рятівник» / The Guardian — Елен Рендалл
- 2009 — «Вітчим» / The Stepfather — Сьюзен Кернс Хардінг
- 2010-2013 — «C. S. I.: Місце злочину Нью-Йорк» /CSI: NY — Джо Дэнвилл
- 2014 — «Зникла» / Girl Gone — телеведуча Шарон Шибер
- 2016 — «День незалежності: Відродження» / Independence Day: Resurgence — президент Ланфорд
- 2018 — «Світ дикого заходу» / Westworld (телесеріал) — Джульєтта Делос
- 2018—2019 — ФБР — Дана Мозьєр

## Нагороди
- 1994 — Премія «Еммі» за найкращу жіночу роль у драматичному телесеріалі — «Сестри»
- 2000 — Премія «Еммі» за найкращу жіночу роль у драматичному телесеріалі — «Знову і знову»
- 2000 — Премія «Золотий глобус» за найкращу жіночу роль в телевізійному серіалі — драма — «Знову і знову»